# Horváth György (színművész, 1811–1889)
Horváth György (Búcsúszentlászló, 1811. március 21. – Budapest, 1889. december 11.) színész.

## Pályafutása
Apja Horváth János földbirtokos volt. A gimnázium osztályait nem végezte el, megszökött hazulról, és Szombathelyre ment, ahol egy ideig háziszolga volt; később Komlóssy Ferenc színtársulatához állt be; ettől kezdve a vándorszínészet sanyarú és viszontagságos életét élte; 1859–1863 között színigazgató is volt. Budára került, Molnár György magához fogadta a Budai Népszínházhoz, ott volt vele két évig; bukása után pedig folytatta a vándorszínészetet Bakonyi István társulatánál. 1868-ban újra visszatért a Budai Népszínházhoz, és a választmány ellenőrnek és házigazdának nevezte ki, 1860-ban pedig mind a három budai színház inspectora lett. 1870-ben a Nemzeti Színház igazgatósága vette át a budavári színházat, és Horváthot annak gazdájává tette.
Cikkei jelentek meg a Reformban (1870. 258., 260. sz.) és a Vasárnapi Ujságban (1881-82. A magyar színészet viszonyai ezelőtt félszázaddal c. élményei saját elbeszélései után közli Egervári P. Ödön, hét közlés).